# Lucius Papirius Mugillanus (consul en -444)
Pour les articles homonymes, voir Papirius Mugillanus.
Lucius Papirius Mugillanus est un homme politique romain du Ve siècle av. J.-C., consul en 444 av. J.-C. Il est un des deux premiers censeurs romains en 443 av. J.-C.

## Famille
Il est membre des Papirii Mugillani, branche de la gens patricienne des Papirii. Il est le père de Lucius Papirius Mugillanus, consul en 427 av. J.-C., et de Marcus Papirius Mugillanus, consul en 411 av. J.-C.

## Biographie

### Consulat (444)
En 444 av. J.-C. des tribuns militaires à pouvoir consulaire sont élus pour la première fois mais cette élection est rapidement contestée. Après trois mois de mandat seulement, les trois tribuns sont contraints à la démission, leur élection ayant été annulée pour vice de la procédure de prise des augures,.
Selon les auteurs antiques, Titus Quinctius Capitolinus Barbatus est nommé interroi (interrex) et organise de nouvelles élections consulaires cette fois-ci. Les tribuns militaires sont alors remplacés par deux consuls qualifiés de suffecti puisqu'ils prennent un mandat en cours d'année : Lucius Papirius Mugillanus et Lucius Sempronius Atratinus. Mais Tite-Live note que leurs noms n'apparaissent pas chez les premiers annalistes ni dans les registres des magistrats. Ils sont en fait déduits d'une référence de Licinius Macer à propos du traité d'alliance qu'ils auraient renouvelé avec Ardea.

### Censure (443)
En 443 av. J.-C., Lucius Papirius et Lucius Sempronius se voient confier le recensement du peuple que les consuls n'ont pas eu le temps d'effectuer depuis dix-sept ans,. Ils sont donc les premiers censeurs romains, magistrature romaine nouvellement créée afin de libérer les consuls de certaines tâches administratives pour avoir plus de temps pour préparer et mener les campagnes militaires. L'authenticité de cette première censure a été mise en doute par quelques historiens comme Theodor Mommsen. D'autres mettent la création de cette nouvelle magistrature en relation avec l'instauration du tribunat militaire. La gestion de Rome devient plus complexe et davantage de magistrats sont nécessaires.
En 430 av. J.-C., un Lucius Papirius est censeur avec un Publius Pinarius. Il pourrait s'agir de Lucius Papirius Mugillanus ou bien d'un autre membre de la gens Papiria qui n'aurait pas occupé d'autre magistrature. Durant leur mandat, les censeurs imposent de nombreuses amendes. Ces dernières étant réglées en nature, cela a pour conséquence la confiscation de nombreux troupeaux par l'État. Les consuls font alors adopter une loi (lex Iulia Papiria de multarum aestimatione) qui permet d'estimer le montant de l'amende en bronze,.

### Auteurs antiques
- Tite-Live, Histoire romaine, Livre IV, 7-8 sur le site de l'Université de Louvain

### Auteurs modernes
- (en) T. Robert S. Broughton, The Magistrates of the Roman Republic : Volume I, 509 B.C. - 100 B.C., New York, The American Philological Association, coll. « Philological Monographs, number XV, volume I », 1951, 578 p.